# 錦の袈裟
『錦の袈裟』（にしきのけさ）は古典落語の演目。『金襴の袈裟』（きんらんのけさ）、『錦の下帯』（にしきのしたおび）、『ちん輪』（ちんわ）とも。主に東京で広く演じられる。
「錦のふんどしを締めて女郎買いをする」という若い衆に参加した与太郎が、ふんどしを用意できずに僧侶の着る錦の袈裟を借りたことで、女郎たちから厚遇を受けるという内容。落ちは「袈裟」と「今朝」をかけた地口。
前田勇の『上方落語の歴史』では、上方落語の『袈裟茶屋』を東京に移植したものとする。東大落語会編の『落語事典 増補』では、「東京から大阪へ移ったとも、その逆ともいわれる」としている。
『袈裟茶屋』および『錦の袈裟』の原話は、1777年（安永6年）に出版された笑話本『順会話献立』の一編「晴れの恥」（男が遊廓で見せびらかすためにちりめんの長襦袢を古着屋から借りたが、遊郭で踊った拍子に値札が見えて恥をかいてしまうという話）。
1940年9月に当時の講談落語協会が警視庁に届ける形で口演自粛を決定した禁演落語53演目に含められた。

## あらすじ
町内の若い職人衆が集まっているところへ、仲間のひとりが来て、聞きこんだ噂を話した。なんでも、普段から仲の悪い隣町の連中が、緋縮緬の織物で揃いの長襦袢を作って吉原に遊びに行き、妓楼で上着を脱いで総踊りし「あの町のしみったれ連中には、こんな派手な遊びはできねえだろう」と笑いものにしたという。
仲間一同憤慨していると、兄貴分が「それを超えるいい趣向をやろう」と言いだす。兄貴は質屋で錦の布10枚が流れていたことを皆に話し、「あれを借りて、ふんどしに締めて廓内（なか）へ繰り込もう。錦のふんどしで芸者たちの度肝を抜いたら、東京中の噂になるぜ」と提案する。
しかし仲間は11人いるので、錦が1枚足りない。兄貴が与太郎に「お前はどうするか」と聞くと「お女郎買いに行くかどうか、カミさんに聞かなくちゃ」と答える。面白がった兄貴は「お前が自分で錦を用意できれば、ただで連れて行ってやる」と約束した。

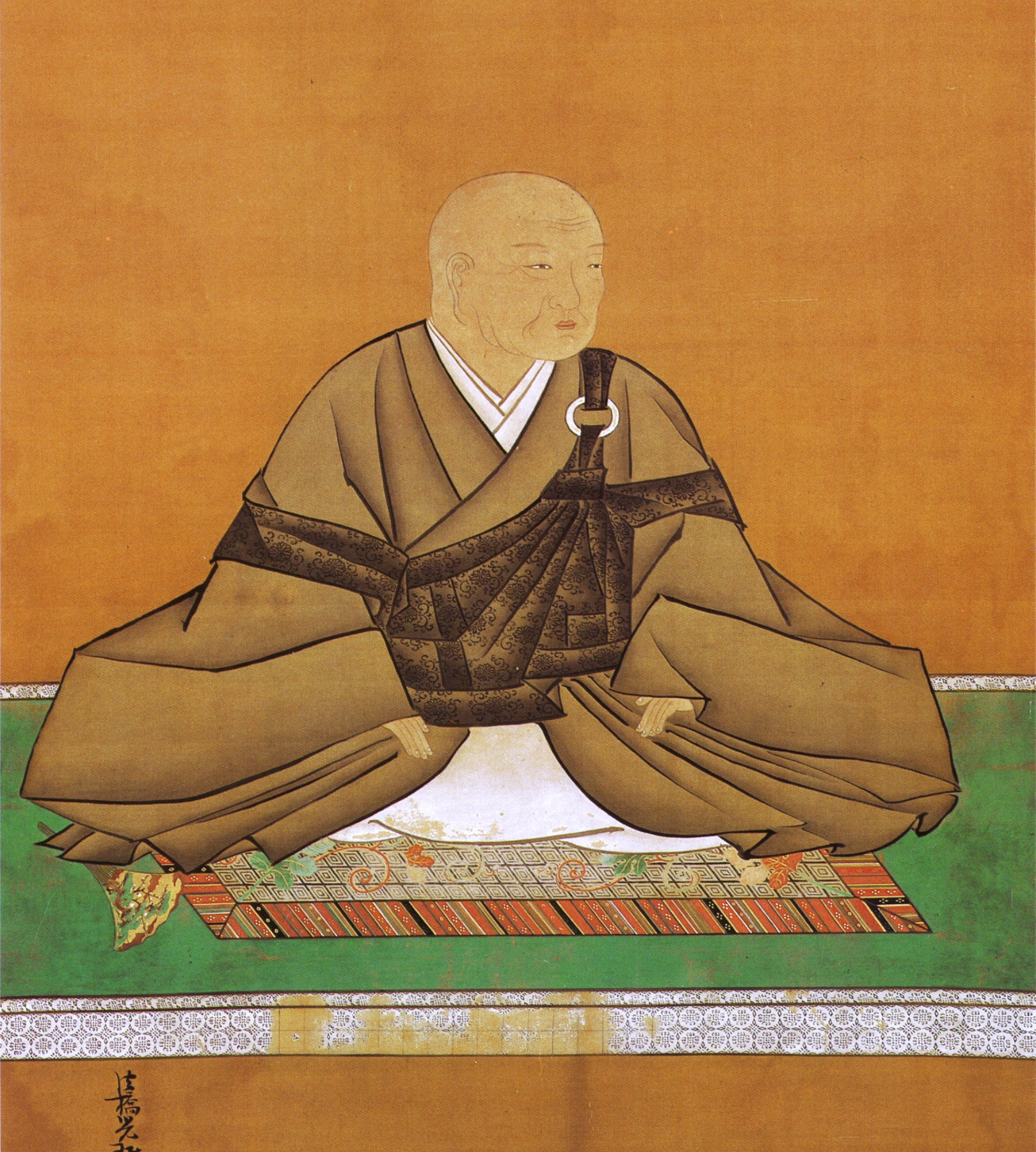
袈裟。肩に袈裟を吊る「輪」がついている

与太郎はさっそく家に帰り、妻に恐るおそる吉原に行く許可を仰ぐ。妻は最初は怒るが、町内のみんなで行く付き合いと聞いて承諾する。つづいて与太郎は錦のふんどしの入手法を相談する。事情を聞いた妻はあきれるが「お寺の和尚さんなら、錦でできた袈裟というものを持っているよ。寺に行って和尚さんに『親戚の娘にキツネが憑きました。徳の高いお坊さんの袈裟をかければキツネが落ちる、と聞いたので、ひと晩だけ袈裟を貸してください』って頼みな。そいつをちょっとたたんで、ふんどしに締めていくんだよ」と入れ知恵する。
与太郎は寺へ出向き、妻に言われた通りのことを話そうとするが、話が混乱してなかなかうまくいかない。「親戚のキツネに娘が憑いちゃって、和尚さんのふんどしをかければ、じゃなくて、あの、和尚さん、袈裟貸してください」和尚は「明日の檀家の法事に使う」と渋るが、朝のうち返しにくると言い張って食い下がり、袈裟を借りることに成功する。
その晩、一行は妓楼に飛び込んで遊び騒ぎ、頃合いを見計らってそろって服を脱ぎ、ふんどし一枚で総踊りを始める。錦のふんどしに驚いた遊女たちは裏で評判する。
「あの一行は昔でいうお大名、今の華族さまに違いないわ。前に目印の輪がついたふんどしの、一番おっとりした人がお殿さま、その他もろもろは家来よ」
その晩は仲間たちはのきなみ振られてしまった。翌朝、愚痴をこぼしながら帰り支度をはじめ、与太郎がいないのに気がついて呼びに行くと、なんと花魁はみな与太郎の部屋にいて、布団に大勢で寝ている。声をかけると、与太郎に抱きついた花魁に「一同は次に控えていなさい! この、輪なし野郎」と叱られる。与太郎が起きようとすると、花魁が後ろからすがりついて「今朝は返しませんわ」と甘える。与太郎はそこで和尚との約束を思い出し、
「えっ、ケサ（今朝＝袈裟）は返さない? そりゃいけねえ、お寺をしくじっちゃう」